# 李树立
李树立，中华人民共和国政治人物、外交官。
2004年，担任中华人民共和国驻马达加斯加大使。2007年，接替沃瑞棣担任中华人民共和国驻刚果共和国大使。